# Едвард Вітні
Едвард Вітні (англ. Edward Whitney; нар. 1 січня 1891) — колишній американський тенісист.
Найвищим досягненням на турнірах Великого шолома був півфінал в одиночному розряді.

## Тенісна кар'єра

### Часова шкала результатів на турнірах Великого шлему
| W | Ф | ПФ | ЧФ | #Р | КТ | К# | DNQ | A | NH |

| Турнір                                                                         | 1908 | 1909 | 1910 | 1911 | 1912 | 1913 | 1914 | 1915 | 1916 |
| ------------------------------------------------------------------------------ | ---- | ---- | ---- | ---- | ---- | ---- | ---- | ---- | ---- |
| Список переможців турнірів Великого шлема серед чоловіків в одиночному розряді |      |      |      |      |      |      |      |      |      |
| Чемпіонат Австралії                                                            |      |      |      |      |      |      |      |      | NH   |
| Вімблдонський турнір                                                           |      |      |      |      |      |      |      | NH   | NH   |
| Відкритий чемпіонат США з тенісу                                               | 1р   | ЧФ   | ПФ   | 1р   |      | 4р   | 3р   | 2р   | 4р   |